# Huoshaodianxiang (ort i Kina, Shaanxi, lat 33,54, long 106,91)
Huoshaodianxiang är en ort i Kina. Den ligger i provinsen Shaanxi, i den nordvästra delen av landet, omkring 200 kilometer sydväst om provinshuvudstaden Xi'an. Antalet invånare är 3 070. Befolkningen består av 1 448 kvinnor och 1 622 män. Barn under 15 år utgör 12,0 %, vuxna 15-64 år 74 %, och äldre över 65 år 13,0 %.
Runt Huoshaodianxiang är det ganska glesbefolkat, med 23 invånare per kvadratkilometer. Närmaste större samhälle är Liuba Chengguanzhen, 8,3 km norr om Huoshaodianxiang. I omgivningarna runt Huoshaodianxiang växer i huvudsak blandskog.
Genomsnittlig årsnederbörd är 1 000 millimeter. Den regnigaste månaden är juli, med i genomsnitt 211 mm nederbörd, och den torraste är december, med 2 mm nederbörd.